# RPG II

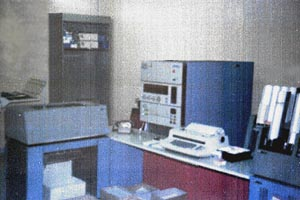
IBM System 3 modelo 10D.

El RPG II es un lenguaje de programación relativamente fácil de aprender impuesto por IBM en algunas de sus máquinas, y destinado a la generación de informes comerciales. Se utilizaba en las computadoras System/3x y RPG III en el AS/400.
Las sentencias RPG se escriben en formato tabular, lo que hace incómodo el desarrollo de programas. El programador no necesita conocer en profundidad la máquina, por lo que resulta fácil de dominar. En 1980 apareció el RPG III, diseñado para entornos más sofisticados; este permite usar técnicas de programación estructurada.
El concepto de RPG es el de una máquina cíclica que lee tarjetas, resume sus contenidos e imprime un resultado, más bien como una máquina tabuladora. El lenguaje se extendió para manejar otros dispositivos de rendimiento y aportar un método rápido y eficiente de programar.